# Erythroxylum pelleterianum
Erythroxylum pelleterianum är en tvåhjärtbladig växtart som beskrevs av A. St.-hil.. Erythroxylum pelleterianum ingår i släktet Erythroxylum och familjen Erythroxylaceae. Inga underarter finns listade i Catalogue of Life.